# Lanassa venusta
Lanassa venusta är en ringmaskart som först beskrevs av Malm 1874.  Lanassa venusta ingår i släktet Lanassa och familjen Terebellidae. Arten är reproducerande i Sverige.

## Underarter
Arten delas in i följande underarter:
- L. v. venusta
- L. v. pacifica